# Campeonato de España de Resistencia
El Campeonato de España de Resistencia es una competición de automovilismo para Turismos que se disputa en España bajo la organización de V-Line desde 2007. Desde 2017 hasta 2023 se disputó junto al Campeonato de España de GT con reglamentos prácticamente paralelos dentro del evento GT-CER y en 2024 las carreras de menos de 2 horas del CER pasan a denominarse Campeonato de España de Turismos,quedando el CER relegado a dos carreras puntuables de 2 horas de duración, donde también pasan a admitirse a GTs.
Aunque en sus 4 primeros años de existencia sí se proclamaba un campeón absoluto, desde 2011 y hasta 2024 se dividió en clases (equivalente a Campeonato de España) y en divisiones (Trofeos).

## Historia

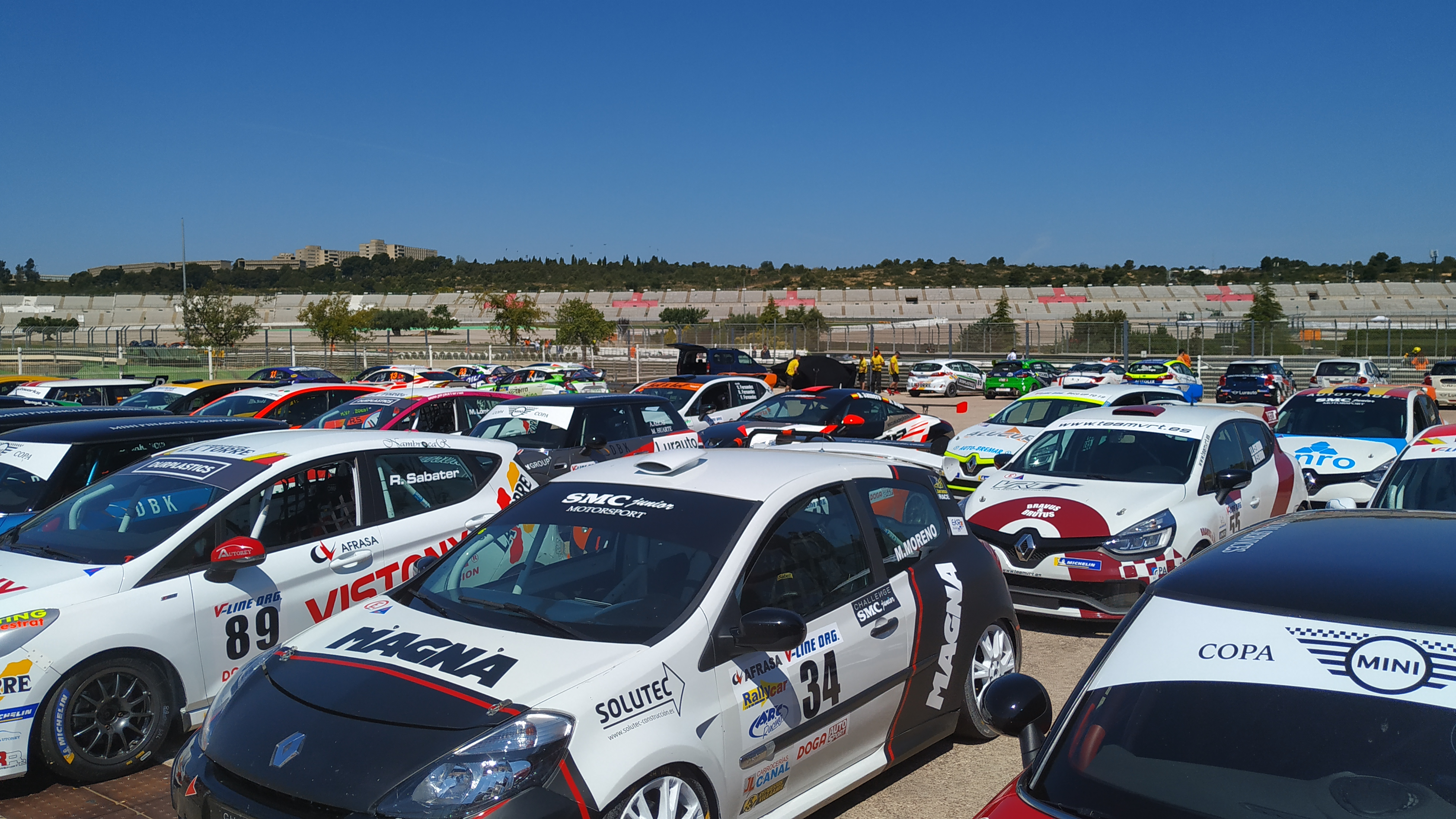
Parque cerrado tras una carrera del CER 2019 en el Circuit Ricardo Tormo

Tras una exitosa primera temporada bajo la nomenclatura Open de España de Resistencia creada por el piloto Francesc Gutiérrez y que contó con el apoyo de la Federación Catalana de Automovilismo, el CER empezó oficialmente en 2008 con el nombre de Copa de España de Resistencia y ya siendo reconocido por la RFEDA. Sus parrillas se nutrieron los primeros años de coches provinientes de la Copas Hyundai, la Supercopa SEAT León, la Copa Peugeot 207 y posteriormente de la MINI Challenge España y la Renault Clio Cup. En general, siempre ha estado abierta a cualquier coche de competición de Turismos, que no se considerase un coche clásico. En 2011 y 2012 se modificaron las categorías, añadiendo dos divisiones en función de sus prestaciones para conseguir más igualdad. También se añadieron los trofeos amateur en 2011 y junior en 2013.
En 2013 se invierten las divisiones, pasando los coches más potentes a participar en la división 1. En 2014 se cambia la denominación del campeonato, que pasa de Copa a Campeonato y se añade una clase más, pasando de 2 a 3. Aprovechando la absorción del campeonato de GTs y el patrocinio de Michelin, este año se da la opción a los participantes de doblar los minutos en pista, lo que puntuaría para el Michelin Endurance Series. En 2016 se repetiría esta opción, aunque bajo el nombre de CER Long Distance. Hay que remarcar que durante estos años y hasta la aparición del Campeonato de España de F4, VLine es la única entidad organizadora de campeonatos españoles de automovilismo, pues el panorama nacional de circuitos hacía quedado muy tocado debido a la crisis económica española.
También en 2016 se instaura el Trofeo TCR dentro de la clase 1, siguió en 2017 donde se crea un TCR Ibérico externo junto con organizadores portugueses, el cual fracasa aquí. En 2018 la división 1 se oficializa como Campeonato de España de TCR. Hecho que terminaría en 2021 con la compra de los derechos del TCR por parte de la RFEDA, para oficializarlo dentro del Campeonato de España de Turismos.
El proveedor único de neumáticos durante todas las temporadas fue Michelin, hasta que en 2023 entra por primera vez otra marca, en este caso Hankook. En 2024 entra como proveedor de neumáticos Pirelli y tras 16 años sin problemas con el nombre, la RFEDA les indica que no se use la palabra 'resistencia' para las carreras de menos de 2 horas de duración, por lo que sólo dos de las carreras organizadas por V-Line en 2024 fueron puntuables para el CER, pasando el resto a formar parte del Campeonato de España de Turismos.

## Esquema del CER

### Campeonatos
Desde 2011 el CER se divide en varias clases (o categorías) que proclaman un campeón absoluto independiente cada una:
| Nomenclatura                                            | Años                 |
| ------------------------------------------------------- | -------------------- |
| Open de España de Resistencia (Absoluto)                | 2007                 |
| Copa de España de Resistencia (Absoluto)                | 2008-2010            |
| Copa de España de Resistencia Clase 1                   | 2011-2013            |
| Copa de España de Resistencia Clase 2                   | 2011-2013            |
| Campeonato de España de Resistencia Clase 1             | 2014-2024            |
| Campeonato de España de Resistencia Clase 2             | 2014-2024            |
| Campeonato de España de Resistencia Clase 3             | 2014-2019, 2023-2024 |
| TCR CER                                                 | 2020-2021            |
| Campeonato de España de Resistencia GT                  | 2024-2025            |
| Campeonato de España de Resistencia Turismos (Absoluto) | 2025                 |

### Trofeos
A su vez, suelen dividirse en divisiones en función de la potencia de cada coche participante.
| Año       | TCR CER | División 1 | División 2      | División 3      | División 4  | División 5    | División 6    |
| --------- | ------- | ---------- | --------------- | --------------- | ----------- | ------------- | ------------- |
| 2007-2010 |         | -1600cc    | 1600cc a 2000cc | 2000cc a 3500cc | +3500cc     |               |               |
| 2011      |         | -1600cc    | 1600cc a 2000cc | 2000cc a 3500cc | +3500cc     |               |               |
| 2012      |         | 6,1 Kg/Cv  | 5,2 Kg/Cv       | 4,7 Kg/Cv       | 4 Kg/Cv     | Seat León SC  | 3 Kg/Cv       |
| 2013      |         | 3 Kg/Cv    | ?               | 4 Kg/Cv         | 4,7 Kg/Cv   | 5,2 Kg/Cv     | 6,1 Kg/Cv     |
| 2014      |         |            |                 |                 | Clio Cup IV |               |               |
| 2015      |         |            |                 |                 |             |               |               |
| 2016      | TCR     |            |                 |                 |             |               |               |
| 2017      |         | TCR        |                 |                 |             |               |               |
| 2018      | TCR     |            |                 |                 |             |               |               |
| 2019      | TCR     |            |                 |                 |             |               | Open Michelin |
| 2020      |         |            |                 |                 |             |               | Pura Pasión   |
| 2021      |         |            |                 |                 |             |               |               |
| 2022      |         |            |                 |                 |             | Open Michelin |               |
| 2023      |         |            |                 |                 |             |               |               |
| 2024      |         |            |                 |                 |             |               |               |
| 2025      |         | TC1        | TC2             | TC3             | TC4         | TC5           |               |

### Trofeos secundarios y challenges
A lo largo del certamen, dentro del CER se han disputado varios challenges patrocinados por diferentes marcas para promocionar entre el uso de uno de sus automóviles o productos. Estos han sido:
- Trofeo Porsche Boxter (2008)
- Trofeo Astra/Challenge Nissan 350Z (2008-2010)
- Trofeo Astra Ibiza/SEAT Ibiza SC (2011-2014)
- Trofeo León Supercopa (2011)
- Challenges Ferodo (2011-2014)
- Challenge Clio Endurance (2013)
- Challenge Hyundai Coupé (2013-2014)
- Open Michelin (2014-2022)
- Challenges Galfer (2015-2017)
- Challenges Ferodo (2016-2017)
- Challenges Pagid (2018-2022)
- Trofeo Nacional Clio Resistencia (2023-2024)

Dentro de cada clase se suelen otorgar:
- Trofeo Juan Fernández (Amateur): Son elegibles todos los pilotos que tengan 50 o más años y que participen al menos en cuatro carreras de la temporada.
- Trofeo Junior: Son elegibles todos los pilotos que tengan 25 o menos años y que participen al menos en cuatro carreras de la temporada.
- Trofeo Damas: Son elegibles todas las Damas que participen al menos en cuatro carreras de la temporada.

## Campeones
| Año  | Año          | Clase 1                                                      | Clase 2                                                      | Clase 3/Otro                                                 |
| ---- | ------------ | ------------------------------------------------------------ | ------------------------------------------------------------ | ------------------------------------------------------------ |
| 2007 | 2007         | Marcel Costa & Aleix Costa                                   | Marcel Costa & Aleix Costa                                   | Marcel Costa & Aleix Costa                                   |
| 2008 | 2008         | Ángel Pareras & Santi Pareras                                | Ángel Pareras & Santi Pareras                                | Ángel Pareras & Santi Pareras                                |
| 2009 | 2009         | Roberto Carretón & Luis Calleja                              | Roberto Carretón & Luis Calleja                              | Roberto Carretón & Luis Calleja                              |
| 2010 | 2010         | Amàlia Vinyes                                                | Amàlia Vinyes                                                | Amàlia Vinyes                                                |
| 2011 | 2011         | Alan Sicart Marc Carol                                       | Francisco Palomino                                           |                                                              |
| 2012 | 2012         | Carlos Ezpeleta David Cebrián                                | Santiago Navarro                                             |                                                              |
| 2013 | 2013         | Amàlia Vinyes                                                | Alfredo Salerno Luca Demarchi                                |                                                              |
| 2014 | 2014         | Amàlia Vinyes                                                | Álvaro Huertas Fernán                                        | Gonzalo Martín Marta Suria                                   |
| 2015 | 2015         | Álvaro Fontes                                                | Jordi Solà Jean-Louis Dauger                                 | José Mª González                                             |
| 2016 | CER          | Faust Salom Joan Font                                        | Frédéric Billon Thierry Malasagne                            | Jose Mª Reina                                                |
| 2016 | CER LD       | Faust Salom Joan Font                                        | Frédéric Billon Thierry Malasagne                            | Moisés Ruiz Raúl Somoza                                      |
| 2017 | 2017         | Joan Vinyes Jaume Font                                       | Enrique Hernando                                             | Israel de Ana José de Ana                                    |
| 2018 | 2018         | David Cebrián Max Llobet                                     | Ferrán Méndez                                                | Vicente Vallés                                               |
| 2019 | 2019         | Alba Cano                                                    | Iván Velasco                                                 | Héctor Hernández Borja Hormigos                              |
| 2020 | 2020         | Álvaro Vela Alejandro Cutillas                               | José Luis Cejudo Marc Cejudo                                 | (TCR CER) Evgeni Leonov*                                     |
| 2021 | 2021         | Daniel Martínez Ángel Lafuente                               | Héctor Hernández Borja Hormigos                              | (TCR CER) Álvaro Fontes Mirco Van Nostrum                    |
| 2022 | 2022         | José M. de los Milagros                                      | Henk Van Zoest                                               |                                                              |
| 2023 | 2023         | Miguel A. Romero                                             | Carlos González Ander Ramos                                  | Alejandro Iribas                                             |
| 2024 | CER GT       | Joan Vinyes & Jaume Font + Borja García & Alejandro Barambio | Joan Vinyes & Jaume Font + Borja García & Alejandro Barambio | Joan Vinyes & Jaume Font + Borja García & Alejandro Barambio |
| 2024 | CER Turismos | Jordi Fuset Lorenzo Mendieta                                 | Asier Gorostiza                                              | Javier Cicuéndez                                             |
| 2025 | CER GT       | Borja García & Alejandro Barambio                            | Borja García & Alejandro Barambio                            | Borja García & Alejandro Barambio                            |
| 2025 | CER Turismos | José Palomar                                                 | José Palomar                                                 | José Palomar                                                 |

* Evgeni Leonov es ruso, pero compitió con licencia española.

### Ganadores por división
| Año  | Año    | Ordenados de mayor a menor potencia      | Ordenados de mayor a menor potencia | Ordenados de mayor a menor potencia  | Ordenados de mayor a menor potencia    | Ordenados de mayor a menor potencia   | Ordenados de mayor a menor potencia |
| ---- | ------ | ---------------------------------------- | ----------------------------------- | ------------------------------------ | -------------------------------------- | ------------------------------------- | ----------------------------------- |
| 2007 | 2007   |                                          |                                     | D4 Marcel Costa Aleix Costa          | D3 Antonio Castro                      | D2 Fernando García Desiré Torres      | D1 Antonio Altabert                 |
| 2008 | 2008   | D4 Toni Casas                            | D3 Josep Mayola Marc Carol          | D2 Ángel Pareras Santi Pareras       | D1 Javier Sánchez Lorenzo López        |                                       |                                     |
| 2009 | 2009   | D4 Harriet Arruabarrena Antonio Aristi   | D3 Bartolomé Cazorla                | D2 Roberto Carretón Luis Calleja     | D1 Javier Sánchez                      |                                       |                                     |
| 2010 | 2010   | D4 Amàlia Vinyes Pol Rosell Miguel Toril | D3 Carlos Arimon                    | D2 Arnau Merlos                      | D1 Diego Narbona                       |                                       |                                     |
| 2011 | 2011   | D4 Amàlia Vinyes                         | D3 Jaime Carbó                      | D2 Francisco Palomino                | D1 Diego Narbona                       |                                       |                                     |
| 2012 | 2012   | D6 Vicente Dasí                          | D5 Carlos Ezpeleta David Cebrián    | D4 Daniel Carretero                  | D3 Santiago Navarro                    | D2 Alfredo Salerno Luca Demarchi      | D1 Juan Campos                      |
| 2013 | 2013   | D1 Antonio Aristi Harriet Arruabarrena   | D2 Amàlia Vinyes                    | D3 Daniel Carretero Pablo Yeregui    | D4 Álvaro Rodríguez Daniel Díaz-Varela | D5 Alfredo Salerno Luca Demarchi      | D6 Manuel Servillera                |
| 2014 | 2014   | D1 Toni Castillo                         | D2 Amàlia Vinyes                    | D3 Alfredo Salerno Luca Demarchi     | D4 Álvaro Huertas Fernán               | D5 Andrea Fernández Eugenio Fernández | D6 Gonzalo Martín Marta Suria       |
| 2015 | 2015   | D1 Álvaro Fontes                         | D2 Jacques André Dupuy Bruno Cosin  | D3 Frédéric Billon Thierry Malasagne | D4 Álvaro Huertas Fernán               | D5 Carlos Ezpeleta José Mª González   | D6 Stefano Bozzoni                  |
| 2016 | CER    | TCR Faust Salom Joan Font                | D1 Vicente G. Vallés Miquel Socias  | D2 sin participantes                 | D3 Frédéric Billon Thierry Malasagne   | D4 Jose Mª Reina                      | D5 Busián Fontán Samuel Gómez       |
| 2016 | CER LD | GT Daniel Díaz-Varela                    | D1 Faust Salom Joan Font            | D2 sin participantes                 | D3 Frédéric Billon Thierry Malasagne   | D4 Moisés Ruiz Raúl Somoza            | D5 Busián Fontán Samuel Gómez       |
| 2017 | 2017   | D1/TCR Joan Vinyes Jaume Font            | D2 Stefano Bozzoni                  | D3 Enrique Hernando                  | D4 Arturo Espuny                       | D5 Moisés Ruiz Alfonso Colomina       | D6 Israel de Ana José de Ana        |
| 2018 | 2018   | TCR David Cebrián Max Llobet             | D2 Andoni Parron                    | D3 Ángel Santos                      | D4 Ferrán Méndez                       | D5 Juan Campos                        | D6 Iván Velasco                     |
| 2019 | 2019   | TCR Alba Cano                            | D2 Pierre Arraou                    | D3 Iván Velasco                      | D4 Antonio Aguado Javier Aguado        | D5 Héctor Hernández Borja Hormigos    | D6 José A. Chicoy                   |
| 2020 | 2020   |                                          | D2 Álvaro Vela Alejandro Cutillas   | D3 Adrián García Iván Velasco        | D4 José Luis Cejudo Marc Cejudo        | D5 Juan Campos                        | D6 Erik Zabala                      |
| 2021 | 2021   | D2 Frédéric Billon                       | D3 Daniel Martínez Ángel Lafuente   | D4 Héctor Hernández Borja Hormigos   | D5 Henk Van Zoest                      | D6 Juan Campos                        |                                     |
| 2022 | 2022   | D1 José M. de los Milagros               | D2 Óscar Plazio Carlos Plazio       | D3 Smörg Francisco J. Macías         | D4 Álvaro Rodríguez José Luis López    | D5 Henk Van Zoest                     |                                     |
| 2023 | 2023   |                                          |                                     | D3 Samuel Gómez Busián Fontán        | D4 Alejandro Iribas                    |                                       |                                     |
| 2024 | 2024   |                                          |                                     | D3 Javier Cicuéndez                  | D4 Alejandro Iribas                    | D5 sin participantes                  |                                     |
| 2025 | 2025   | GTBFrancesc Gutiérrez Jan Schidlof       | TC1 Asier Gorostiza Sacha Hebrard   | TC2 José Palomar                     | TC3 François Samy                      |                                       |                                     |

### Series disputadas dentro del CER
Challenge Peugeot CER
A esta Challenge se la considera como el tercer año de la Copa Peugeot 207 de circuitos.
| Año  | Absolutos                                   |
| ---- | ------------------------------------------- |
| 2011 | Gonzalo Martín de Andrés Fernando Navarrete |

Copa Pura Pasión
Disputada con el modelo Ford Focus ST Line
| Año  | Absoluto       |
| ---- | -------------- |
| 2018 | Miquel Socias  |
| 2019 | José A. Chicoy |

Trofeo Nacional Clio Resistencia
Disputada con los modelos Renault Clio III, IV y V.
| Año   | Absoluto                   |
| ----- | -------------------------- |
| 2023  | Busián Fontán Samuel Gómez |
| 2024* | Laurent Puitgmal           |